# Klucz (województwo opolskie)
Klucz – (dodatkowa nazwa w j. niem. Klutschau) – wieś w Polsce położona w województwie opolskim, w powiecie strzeleckim, w gminie Ujazd.
Od 1950 miejscowość należy administracyjnie do województwa opolskiego.

## Historia i nazwa
Osada Klucze wzmiankowana w dokumencie księżnej Wioli z 1235 r.. Do 1525 r. własność biskupów wrocławskich. W okresie hitlerowskiego reżimu w latach 1936-1945 miejscowość nosiła nazwę Schlüsselgrund.

## Zabytki
Do wojewódzkiego rejestru zabytków wpisane są:
- kościół par. pw. św. Elżbiety Węgierskiej, wzmiankowany w 1319 r. przebudowany w 1748 r., drewniany o konstrukcji zrębowej z wieżą, jednonawowy; wnętrze barokowe; wypisany z księgi rejestru
- plebania, z poł. XIX w.

Inne zabytki:
- kaplica z rzeźbą św. Jana Nepomucena.